# See (musikalbum)
See är ett musikalbum av The Rascals som lanserades i december 1969 på Atlantic Records. Det var gruppens sjätte studioalbum. Albumets singlar "See" och "Carry Me Back" blev båda topp 40-noterade på Billboard Hot 100-listan. Albumet blev dock inte en lika stor säljare som deras tidigare skivor.

## Låtlista
(låtar utan angiven upphovsman skrivna av Felix Cavaliere)
1. "See" – 5:04
2. "I'd Like to Take You Home" – 2:37
3. "Remember Me" (Gene Cornish) – 2:12
4. "I'm Blue" (Felix Cavaliere, Eddie Brigati) – 3:51
5. "Stop and Think" – 4:10
6. "Temptation's 'Bout to Get Me" (Jeff Diggs) – 3:31
7. "Nubia" – 3:44
8. "Carry Me Back" – 2:53
9. "Away Away" (Cornish) – 3:26
10. "Real Thing" – 2:45
11. "Death's Reply" – 4:19
12. "Hold On" – 3:37

## Listplaceringar
- Billboard 200, USA: #45[1]
- RPM, Kanada: #11[2]